# ذي مسلان (السدة)

تعديل مصدري - تعديل

ذي مسلان محلة تابعة لقرية عمام، التابعة لعزلة بني العثمانيين بمديرية السدة إحدى مديريات محافظة إب في الجمهورية اليمنية.، بلغ تعداد سكانها 61 حسب تعداد اليمن لعام 2004.